# Aspidiotus nerii
Espèce
Aspidiotus nerii, la cochenille du lierre,  est une espèce d'insectes hémiptères de la famille des Diaspididae à répartition cosmopolite.
Cette cochenille polyphage attaque de nombreuses espèces de plantes sauvages et cultivées, notamment le laurier-rose, le lierre, l'olivier, etc.
Par ses piqûres, elle affaiblit les plantes, provoquant le dessèchement des feuilles, et produit un miellat abondant qui entraîne la formation de fumagine

## Synonymes
Selon Catalogue of Life (25 août 2015) :
- Aspidiotus affinis Cockerell, 1897
- Aspidiotus affinis Targioni Tozzetti, 1868
- Aspidiotus aloes Cockerell, 1897
- Aspidiotus aloes Signoret, 1869
- Aspidiotus anthospermae Tao, 1999
- Aspidiotus atherospermae Maskell, 1879
- Aspidiotus atherospinmae Tao, 1999
- Aspidiotus atherospirmae Chou, 1985
- Aspidiotus bouchei Targioni Tozzetti, 1868
- Aspidiotus buddleiae Cockerell, 1897
- Aspidiotus budlaei Maskell, 1879
- Aspidiotus budlaei Tao, 1999
- Aspidiotus budlaeiae Maskell, 1887
- Aspidiotus budlei Tao, 1999
- Aspidiotus budleiae Signoret, 1869
- Aspidiotus caldesii Cockerell, 1897
- Aspidiotus caldesii Targioni Tozzetti, 1868
- Aspidiotus capparis Cockerell, 1899
- Aspidiotus capparis Signoret, 1869
- Aspidiotus carpodeti Cockerell, 1897
- Aspidiotus carpodeti Maskell, 1885
- Aspidiotus ceratoniae Cockerell, 1897
- Aspidiotus ceratoniae Signoret, 1869
- Aspidiotus confusus Froggatt, 1914
- Aspidiotus confusus Froggatt, 1915
- Aspidiotus corinocarpi Cockerell, 1899
- Aspidiotus corynocarpi Colvée, 1881
- Aspidiotus cycadicola Cockerell, 1897
- Aspidiotus cycadicola Signoret, 1869
- Aspidiotus denticulatus Cockerell, 1897
- Aspidiotus denticulatus Targioni Tozzetti, 1868
- Aspidiotus dysoxyli Maskell, 1879
- Aspidiotus epidendri Cockerell, 1896
- Aspidiotus epidendri Fernald, 1903
- Aspidiotus epidendri Leonardi, 1920
- Aspidiotus epidendri Newstead, 1901
- Aspidiotus epidendri Signoret, 1869
- Aspidiotus ericae Cockerell, 1897
- Aspidiotus ericae Signoret, 1869
- Aspidiotus fonsecai Giannotti, 1942
- Aspidiotus genistae Cockerell, 1897
- Aspidiotus genistae Signoret, 1869
- Aspidiotus gnidii Cockerell, 1897
- Aspidiotus gnidii Signoret, 1869
- Aspidiotus guidii Leonardi, 1920
- Aspidiotus hederae Balachowsky, 1956
- Aspidiotus hederae Cockerell, 1899
- Aspidiotus hederae Signoret, 1869
- Aspidiotus hederae Thiem & Gerneck, 1934
- Aspidiotus hederae carpodeti Cockerell & Parrott, 1899
- Aspidiotus hederae hederae Schmutterer, 1952
- Aspidiotus hederae limonii Cockerell, 1900
- Aspidiotus hederae nerii Hunter, 1899
- Aspidiotus hederae unipectinata Carimini, 1930
- Aspidiotus hederae unisexualis Schmutterer, 1952
- Aspidiotus hederae urenae Hall, 1923
- Aspidiotus hederale Tscorbadjiew, 1939
- Aspidiotus heredae Balachowsky, 1956
- Aspidiotus ilicis Cockerell, 1897
- Aspidiotus ilicis Signoret, 1869
- Aspidiotus lentisci Cockerell, 1897
- Aspidiotus lentisci Signoret, 1877
- Aspidiotus limonii Signoret, 1869
- Aspidiotus myricinae Signoret, 1869
- Aspidiotus myrsinae Cockerell, 1896
- Aspidiotus myrsinae Comstock, 1883
- Aspidiotus myrsinae Leonardi, 1920
- Aspidiotus nederae Archangelskaya, 1930
- Aspidiotus nereii Foldi, 1990
- Aspidiotus nerii Borchsenius, 1966
- Aspidiotus nerii Cockerell, 1897
- Aspidiotus nerii Fernald, 1903
- Aspidiotus nerii Gerson & Zor, 1973
- Aspidiotus nerii Leonardi, 1898
- Aspidiotus nerii Morrison & Morrison, 1966
- Aspidiotus nerii limonii Cockerell, 1896
- Aspidiotus offinis Comstock, 1883
- Aspidiotus oleae Colvée, 1880
- Aspidiotus oleastri Colvée, 1882
- Aspidiotus osmanthi Cockerell, 1897
- Aspidiotus osmanthi Fernald, 1903
- Aspidiotus osmanthi Ferris, 1941
- Aspidiotus osmanthi Signoret, 1877
- Aspidiotus palmarum Signoret, 1869 (nom mal appliqué)
- Aspidiotus paranerii Gerson in Gerson & Hazan, 1979
- Aspidiotus rectangulatus Ferris, 1941
- Aspidiotus simillimus Fernald, 1903
- Aspidiotus sophorae Maskell, 1884
- Aspidiotus tasmaniae Green, 1915
- Aspidiotus transparens rectangulatus Lindinger, 1913
- Aspidiotus transvaalensis Leonardi, 1914
- Aspidiotus transvalensis Tao, 1999
- Aspidiotus ulicis Signoret, 1869
- Aspidiotus unipectinatus Ferris, 1941
- Aspidiotus urenae Ferris, 1941
- Aspidiotus vagabundus Cockerell, 1899
- Aspidiotus vagobundus Tao, 1999
- Aspidiotus villosus Cockerell, 1897
- Aspidiotus villosus Targioni Tozzetti, 1868
- Aspidiotus viresciae Leonardi, 1920
- Aspidiotus vriesciae Cockerell, 1897
- Aspidiotus vriesciae Signoret, 1869
- Chermes aloes Boisduval, 1867
- Chermes cycadicola Boisduval, 1867
- Chermes ericae Boisduval, 1867
- Chermes genistae Ferris, 1941
- Chermes hederae Ferris, 1937
- Chermes nerii Boisduval, 1868
- Chermes osmanthi Ferris, 1941
- Diaspis bouchei Targioni Tozzetti, 1867 (synonyme ambigu)
- Diaspis obliquum Costa, 1829
- Octaspidiotus anthospermae Balachowsky, 1948
- Octaspidiotus atherospermae MacGillivray, 1921
- Octaspidiotus athospermae Balachowsky, 1948